# Осада Грунло (1595)
Осада Гру́нло — осада голландскими войсками под командованием Морица Оранского города Грунло в ходе Восьмидесятилетней войны. С прибытием испанской армии Кристобаля Мондрагона Мориц был вынужден снять осаду. Два года спустя, в 1597 году, Мориц вернулся к Грунло и взял его после 17-дневной осады.

## Предыстория
Укреплённый город Грунло был небольшим, но относительно важным городом на востоке республики, в частности, ввиду его расположения на границе с немецкими территориями. Он занимал стратегическое положение на торговом пути между Германией и голландскими ганзейскими городами, такими как Девентер и Зютфен. Расположенный в труднодоступной области город на протяжении веков укреплялся крепостью со рвом, а также валами и пушками. Грунло наряду с Антверпеном и Утрехтом был одним из немногих городов в Нидерландах с современными оборонительными сооружениями, другие города по-прежнему надеялись на средневековые стены
.
С 1580 года Грунло неизменно находился под контролем испанцев. С 1590 года штатгальтер Голландии, Зеландии и Утрехта Мориц Оранский начал наступление против испанских войск Алессандро Фарнезе, герцога Пармы. К 1594 году в голландских руках находились Бреда, Девентер и Зютфен. Чтобы начать наступление на Энсхеде, Олдензал и Линген, Морицу требовалось установить контроль над Грунло. Из-за наличия сильных укреплений Мориц отказался от штурма города и отправился на Линген. Однако как только он укрепил армию он, наконец, начал свою кампанию против Грунло.

## Осада

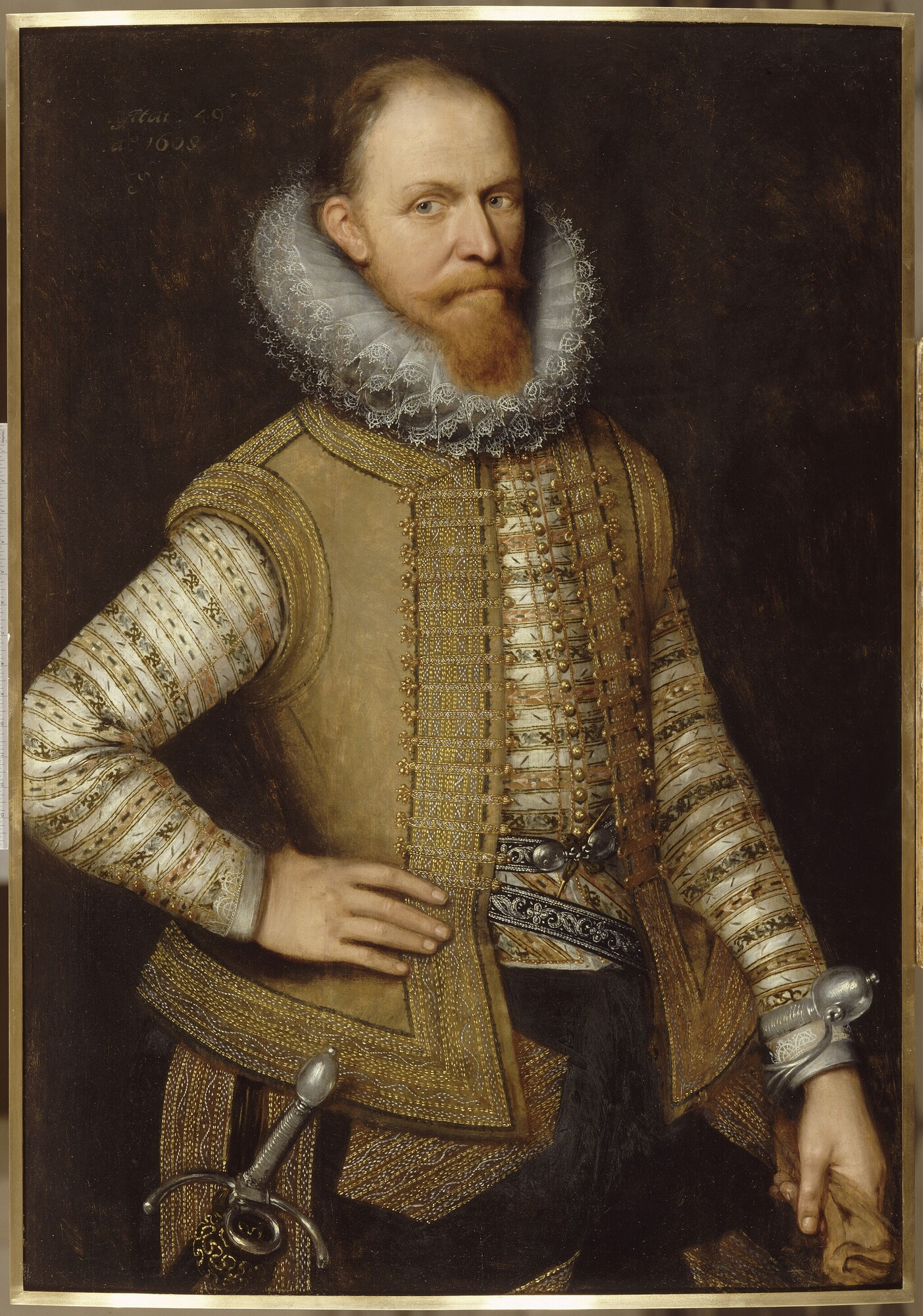
Мориц Оранский

14 июля 1595 года Мориц Оранский подошёл к Грунло с 6000 пехотинцев и кавалеристов и 16 орудиями. В пути случилась задержка из-за того, что одна пушка утонула близ Врагендера. Губернатор Грунло Ян ван Стирум с войском в это время находился в Гооре. Он поспешил в Грунло, но попал по пути в засаду голландцев и потерял по крайней мере сорок человек. 15 июля Мориц разбил свой лагерь на западе от крепости, а его двоюродный брат Вильгельм Людвиг Нассау-Дилленбургский — к востоку от города. Осада началась с рытья траншей в направлении города. После недели подготовки Мориц подал обычный для него знак — троекратный залп из пушки — и послал в город требование о капитуляции. Ян ван Стирум заявил, что не сдаст Грунло и будет сопротивляться до последней капли крови. Мориц начал осаду и велел бомбардировать укрепления. Между тем, помощь городу была уже в пути.

## Прибытие армии Мондрагона

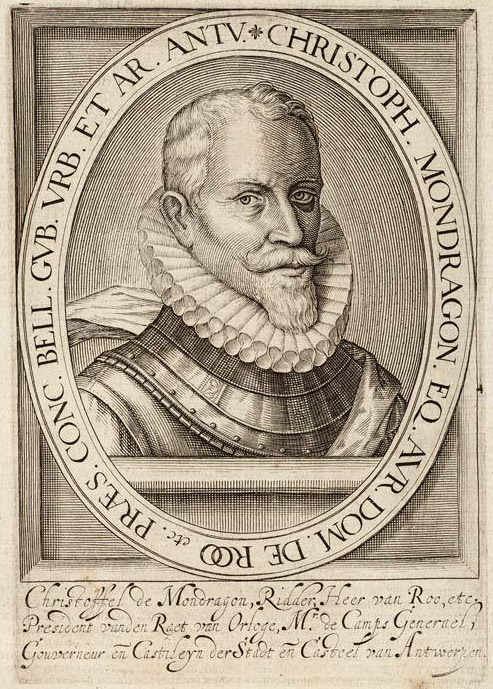
Кристобаль Мондрагон

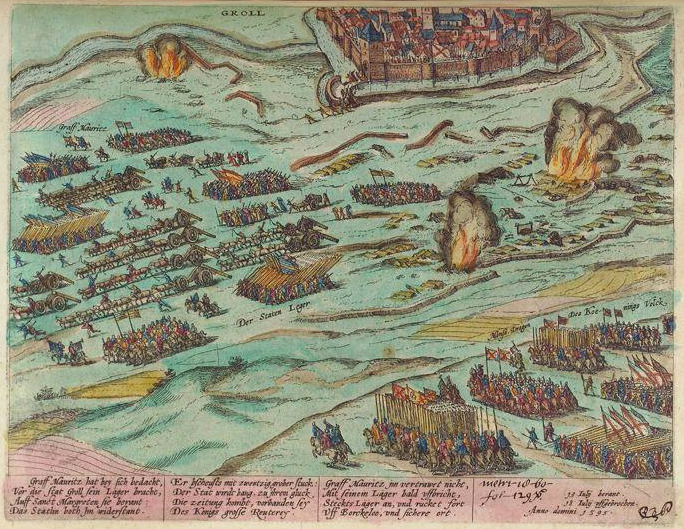
Осада Грунло

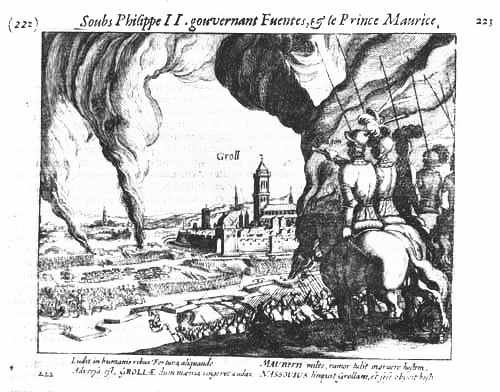
Безуспешная попытка Морица Оранского взять Грунло

92-летний генерал Кристобаль Мондрагон (как его называли, «старый добрый Мондрагон» — он уже был губернатором Антверпена, когда Мориц Оранский ещё не родился) командовал испанской армией, отправившейся на выручку Грунло. Мориц находился в зените военной карьеры, и Мондрагон ждал возможности встретиться с ним на поле боя. Как только он узнал о планах Морица захватить Грунло, он спешно собрал армию и отправился в путь. Его армия состояла из двух испанских полков, двух тысяч швейцарцев, валлонских отрядов и ирландского полка — в общей сложности более 7000 пехотинцев и 1300 кавалеристов. Мондрагон рассчитывал переправиться через Рейн и выйти к лагерю Морица, чтобы он не имел возможности избежать боя. Офицеры роптали, однако в итоге приняли план Мондрагона.
21 июля Мориц узнал о прибытии войск Мондрагона и усилил обстрел города, рассчитывая взять Грунло до столкновения с испанцами. 24 июля был отправлен ещё один посланник с требованием капитуляции, но оно было отклонено.
25 июля после консультаций с Вильгельмом Людвигом и офицерами Мориц решил снять осаду: армия испанцев была более многочисленной, а дальнейшая осада казалась бесполезной. Из-за нехватки обозов он приказал сжечь всё, что осталось в лагере, и повёл свою армию через Боркуло на Зелем, а артиллерию отправил в Дуйсбург. При этом армия Мондрагона на тот момент была ещё в сорока километрах от Грунло.
Два года спустя (через год после смерти Мондрагона) Мориц Оранский после блокады, наконец, смог занять Грунло.